# العلاقات الأرمنية اليابانية
العلاقات الأرمينية اليابانية هي العلاقات الثنائية التي تجمع بين أرمينيا واليابان.

## مقارنة بين البلدين
هذه مقارنة عامة ومرجعية للدولتين:
| وجه المقارنة                                              | أرمينيا                    | اليابان         |
| --------------------------------------------------------- | -------------------------- | --------------- |
| المساحة (كم2)                                             | 29.74 ألف                  | 377.97 ألف      |
| عدد السكان (نسمة)                                         | 2.93 مليون                 | 126.79 مليون    |
| الكثافة السكانية (ن./كم²)                                 | 98.52                      | 335.45          |
| العاصمة                                                   | يريفان                     | طوكيو           |
| اللغة الرسمية                                             | لغة أرمنية                 | اللغة اليابانية |
| العملة                                                    | درام أرميني                | ين ياباني       |
| الناتج المحلي الإجمالي (بليون دولار)                      | 11.54 مليار                | 4.87 تريليون    |
| الناتج المحلي الإجمالي (تعادل القوة الشرائية) بليون دولار | 25.41 مليار                | 5.18 تريليون    |
| الناتج المحلي الإجمالي الاسمي للفرد دولار أمريكي          | 3.49 ألف                   | 34.52 ألف       |
| الناتج المحلي الإجمالي للفرد دولار أمريكي                 | 8.07 ألف                   | 36.62 ألف       |
| مؤشر التنمية البشرية                                      | 0.743                      | 0.903           |
| رمز المكالمات الدولي                                      | +374                       | +81             |
| رمز الإنترنت                                              | .am، .հայ ‏                 | .jp             |
| المنطقة الزمنية                                           | ت ع م+04:00، توقيت أرمينيا | توقيت اليابان   |

## منظمات دولية مشتركة
يشترك البلدان في عضوية مجموعة من المنظمات الدولية، منها:
| علم المنظمة | اسم المنظمة                               | تاريخ انضمام أرمينيا | تاريخ انضمام اليابان |
| ----------- | ----------------------------------------- | -------------------- | -------------------- |
|             | يونسكو                                    | 9 يونيو 1992         | 2 يوليو 1951         |
|             | الفريق المعني برصد الأرض                  | ?                    | ?                    |
|             | مؤسسة التمويل الدولية                     | 18 أبريل 1995        | 20 يوليو 1956        |
|             | المركز الدولي لتسوية المنازعات الاستشارية | 16 أكتوبر 1992       | 16 سبتمبر 1967       |
|             | بنك التنمية الآسيوي                       | 2005                 | 1966                 |
|             | منظمة حظر الأسلحة الكيميائية              | ?                    | ?                    |
|             | مؤسسة التنمية الدولية                     | 25 أغسطس 1993        | 27 ديسمبر 1960       |
|             | منظمة التجارة العالمية                    | 5 فبراير 2003        | ?                    |
|             | وكالة ضمان الاستثمار متعدد الأطراف        | 5 ديسمبر 1995        | 12 أبريل 1988        |
|             | الاتحاد البريدي العالمي                   | ?                    | ?                    |
|             | الاتحاد الدولي للاتصالات                  | 30 يونيو 1992        | 29 يناير 1879        |
|             | منظمة الشرطة الجنائية الدولية             | ?                    | ?                    |
|             | الأمم المتحدة                             | 2 مارس 1992          | 18 ديسمبر 1956       |
|             | البنك الدولي للإنشاء والتعمير             | 16 سبتمبر 1992       | 13 أغسطس 1952        |

## أعلام
هذه قائمة لبعض الشخصيات التي تربطها علاقات بالبلدين:
- ديانا أبكار (12 أكتوبر 1859 – 8 يوليو 1937)

## وصلات خارجية
- موقع وزارة الخارجية الأرمينية
- موقع وزارة الخارجية اليابانية